# Jay Arnette
Jay Hoyland Arnette (Austin, 19 dicembre 1938) è un ex cestista statunitense, professionista nella NBA.

## Carriera
È stato selezionato dai Cincinnati Royals al secondo giro del Draft NBA 1960 (9ª scelta assoluta).
Con gli Stati Uniti ha disputato i Giochi olimpici di Roma 1960.